# Alessia Berra
Alessia Berra (Monza, 17 gennaio 1994) è una nuotatrice italiana.

Ha vinto la medaglia d'argento nei 100m farfalla femminile S13 alle Paralimpiadi estive di Tokyo 2020.

## Biografia
Affetta da maculopatia causata da malattia di Stargardt, si è laureata in scienze motorie all'Università degli Studi di Milano. Inizialmente ha preso parte a gare di nuoto per normodotati, passando poi al nuoto paralimpico per ipovedenti nel 2015.
Ha gareggiato ai Campionati mondiali di nuoto IPC 2015 a Glasgow.
Ha fatto il suo debutto alle Paralimpiadi rappresentando l'Italia alle Paralimpiadi estive di Rio 2016.
Ha gareggiato ai Campionati mondiali di nuoto IPC 2022 a Funchal, dove ha vinto la medaglia d'argento nei 100 metri farfalla S12.

## Palmarès
Categorie S12, SM12, S13
- Giochi Paralimpici

Tokyo 2020: argento nei 100m farfalla S13.
- Campionati mondiali IPC

Funchal 2022: argento nei 100m farfalla S12.
Manchester 2023: bronzo nei 50m sl S12 e nei 100m farfalla S12.
- Campionati europei IPC

Dublino 2018: oro nei 100m farfalla S12, argento nei 100m sl S12 e nei 200m misti SM12, bronzo nei 100m dorso S12, nei 50m sl S12, nei 400m sl S12 e nella staffetta 4x100sl mista (34 pti.).
Funchal 2021: argento nei 100m sl S12, bronzo nei 100m dorso S12, nei 100m farfalla S13 e nei 50m sl S12.
Funchal 2024: argento nei 100m sl S12 e nei 100m rana SB12, bronzo nei 100m farfalla S13.